# Sedina
Sedina là một chi bướm đêm thuộc họ Noctuidae.
- Sedina buettneri (Hering, 1858)